# 16901 Джонбрукс
16901 Джонбрукс (16901 Johnbrooks) — астероїд головного поясу, відкритий 23 лютого 1998 року.
Тіссеранів параметр щодо Юпітера — 3,342.